# عثمان الدفتري العمري
عثمان الدفتري العمري (1134 -1193هـ/1721 -1779م) هو شاعر وأديب من أهل الموصل.
هو عثمان بن علي بن عمر بن عثمان العمري الدفتري، أبو النور، عصام الدين. توفي سنة 1193 أو سنة 1184 هـ.

## ترجمة المرادي
ترجمه المُرادي في سلك الدرر في أعيان القرن الثاني عشر وقال عنه:

## آثاره
ترك بعض المؤلفات منها:
- «الروض النضر، في تراجم أدباء العصر» - طبع في ثلاث اجزاء تحقيق سليم النعيني، بغداد 1394 هـ / 1974 م.
- «راحة الروح»
- «المقامة العمرية»
- «تذكرة المعالم والطلول، والرحلة في أربعة فصول» نسخة منه في خزانة الليثي بمركز الصف، بمصر (رقم 168).